# Georg von Graevenitz (General, 1823)
Georg Wilhelm Karl von Graevenitz (* 17. Dezember 1823 in Frehne; † 4. Oktober 1879 in Liegnitz) war ein preußischer Generalmajor.

## Leben

### Herkunft
Georg war der jüngste Sohn des preußischen Landrats Wilhelm von Graevenitz (1789–1860) und dessen Ehefrau Wilhelmine, geborene Neuhauß (1792–1887). Seine älteren Brüder Hermann (1815–1890) und Hugo (1822–1911) waren Mitglied des Reichstages.

### Militärkarriere
Nach dem Besuch der Berliner Kadettenhauses wurde Graevenitz am 12. August 1841 als überzähliger Sekondeleutnant dem 10. Husaren-Regiment der Preußischen Armee überwiesen und bis Mitte Juli 1847 in den Etat einrangiert. Anfang Oktober 1850 erfolgte seine Kommandierung zur weiteren Ausbildung an die Allgemeine Kriegsschule. Dieses Kommando musste er Ende November 1850 unterbrechen und war während der Mobilmachung bis Mitte Februar 1851 Adjutant beim Generalkommando des IV. Armee-Korps. Anschließend setzte Graevenitz seine Studien bis Mitte Oktober 1853 fort, war für ein halbes Jahr bis Ende April 1855 Adjutant der Militärreitschule in Schwedt/Oder und wurde am 1. Juni 1855 zur Topographischen Abteilung des Großen Generalstabes nach Berlin kommandiert. Unter Belassung in diesem Kommando erfolgte am 30. Oktober 1855 mit der Beförderung zum Premierleutnant seine Versetzung in das 8. Ulanen-Regiment. Nach einer kurzen Kommandierung zum 2. Garde-Ulanen-Regiment wurde er Anfang März 1856 in das 10. Husaren-Regiment rückversetzt und von Juni 1856 bis März 1858 erneut zur Topographischen Abteilung des Großen Generalstabes kommandiert. Mitte April 1859 avancierte Graevenitz zum Rittmeister, war von Mitte Juni 1859 bis Ende November 1861 im Generalstab des VIII. Armee-Korps tätig und trat anschließend mit der Ernennung zum Chef der 4. Eskadron im Brandenburgischen Dragoner-Regiment Nr. 2 in den Truppendienst zurück. Mit der Versetzung in das 1. Westfälische Husaren-Regiment Nr. 8 wurde Graevenitz am 25. Juni 1864 als Adjutant beim Generalkommando des I. Armee-Korps kommandiert und stieg Mitte Februar 1866 zum Major auf. Im folgenden Krieg gegen Österreich nahm er an den Schlachten bei Trautenau sowie Königgrätz teil und erhielt für sein Wirken den Kronen-Orden III. Klasse mit Schwertern.
Zwei Tage nach dem Vorfrieden von Nikolsburg wurde Graevenitz dem Pommerschen Husaren-Regiment Nr. 5 aggregiert und Mitte September 1866 zum etatmäßigen Stabsoffizier ernannt. Daran schloss sich am 22. März 1868 eine Verwendung als Kommandeur des 2. Schlesischen Husaren-Regiments Nr. 6, das er als Oberstleutnant im Krieg gegen Frankreich 1870/71 bei Beaumont, Sedan, Orléans, Beaugency, Le Mans und vor Paris führte. Er wurde mit dem Eisernen Kreuz II. Klasse und dem Komtur des Bayerischen Militärverdienstorden ausgezeichnet.
Nach dem Friedensschluss avancierte Graevenitz Mitte August 1871 zum Oberst. Unter Stellung à la suite seines Regiments beauftragte man ihn am 26. Januar 1875 zunächst mit der Führung der 10. Kavallerie-Brigade und ernannte ihn am 15. Juni 1875 zum Kommandeur des in Posen stationierten Großverbandes. In dieser Eigenschaft wurde er Mitte September 1875 mit dem Kronen-Orden II. Klasse mit Schwertern am Ringe ausgezeichnet und Ende Mai 1876 zum Generalmajor befördert. Krankheitsbedingt reichte Graevenitz seinen Abschied ein, der ihm am 3. Juni 1877 unter Verleihung des Roten Adlerordens II. Klasse mit Eichenlaub und mit Pension gewährt wurde.
Er war Ehrenritter des Johanniterordens.

### Familie
Graevenitz verheiratete sich am 20. Oktober 1857 in Lomnitz mit Elisabeth (Elisa) von Küster (1838–1918). Aus der Ehe gingen drei Kinder hervor:
- Wilhelm (1858–1928), preußischer Generalleutnant ⚭ 1887 Ilse von Arnim (1867–1943)
- Lily (* 1868)
- Erich (1872–1940), preußischer Regierungsrat a. D., Leutnant der Reserve, Johanniterritter ⚭ Ilse von Küster (1890–1962)